# WB Games Montréal
A Warner Bros. Games Montréal montréali székhelyű videójáték-fejlesztő cég, a Warner Bros. Interactive Entertainment leányvállalata. A stúdió elsősorban a Batman: Arkham videójáték-sorozatuk révén ismert.

## A cég története
A Warner Bros. Games Montréalt 2010-ben alapította Martin Tremblay, Martin Carrier és Reid Schneider. A stúdió a  Time Warner tulajdonában lévő Warner Bros. Interactive Entertainment leányvállalata. A cég egyik játékát, a Batman: Arkham Originst a 2013-as Electronic Entertainment Expón (E3) is kiállították, két jelölést is kapott a Game Critics Awardstól a legjobb akció/kalandjáték, illetve a legjobb konzoljáték kategóriákban. A Forbes magazin a rendezvény legjobb videójátéknak, a Game Informer a legjobb akciójátéknak, a Newsarama a legjobb képregénnyel kapcsolatos játékának, míg az IGN a legjobb Xbox 360-játékának kiáltotta ki azt.

## Videójátékaik
| Év   | Cím                                   | Platform | Platform | Platform | Platform | Platform | Platform |
| Év   | Cím                                   | iOS      | PS3      | Web      | Wii U    | Win      | X360     |
| ---- | ------------------------------------- | -------- | -------- | -------- | -------- | -------- | -------- |
| 2012 | Batman: Arkham City – Armored Edition | Nem      | Nem      | Nem      | Igen     | Nem      | Nem      |
| 2013 | Cartoon Universe                      | Nem      | Nem      | Igen     | Nem      | Nem      | Nem      |
| 2013 | Batman: Arkham Origins                | Nem      | Igen     | Nem      | Igen     | Igen     | Igen     |
| 2014 | Lego Legends of Chima Online          | Igen     | Nem      | Igen     | Nem      | Nem      | Nem      |